# 市川慶三
市川 慶三（いちかわ けいそう、1918年7月8日 - 2003年4月13日）は、日本の銀行家。

## 経歴
石川県羽咋郡志雄町出身。1938年に早稲田大学専門部商科を卒業し、同年に朝鮮殖産銀行に入行。
1945年12月に宇部信用組合を経て、1952年6月には西日本相互銀行に転じ、1970年5月に取締役に就任。1973年7月に常務、1975年12月に専務を経て、1978年2月に副社長に就任し、1982年10月には社長に昇格。1984年4月には普通銀行に転換した西日本銀行頭取に就任。1988年6月に会長に就任し、1995年6月に常任相談役を経て、1996年6月には相談役に就任。
1988年4月に勲三等旭日中綬章を受章。
2003年4月13日呼吸不全のために死去。84歳没。